# Mikhail Ivanovich Potapov
Mikhail Ivanovich Potapov (tiếng Nga: Михаи́л Ива́нович Пота́пов; 1902 - 1965) là một tướng lĩnh Hồng quân Liên Xô, hàm Thượng tướng (1961). Trong những tháng đầu tiên của Chiến tranh Vệ quốc vĩ đại, trên cương vị Tư lệnh Tập đoàn quân 5, ông đã chỉ huy đơn vị chiến đấu ngoan cường, góp phần trì hoãn sức tiến công của quân Đức ở hướng Tây Nam, giúp cho Hồng quân có thêm thời gian quý báu để tổ chức phòng ngự. Trong hầu hết thời gian chiến tranh, từ tháng 9 năm 1941 đến tháng 4 năm 1945, ông đã trải qua thời gian bị giam cầm tại các trại tập trung ở Đức. Sau chiến tranh, ông tiếp tục phục vụ trong Quân đội Liên Xô.

## Tiểu sử
Ông sinh ngày 16 tháng 10 (tức là ngày 3 tháng 10 theo lịch cũ) năm 1902, tại làng Mochalovo. huyện Yukhnovsky, tỉnh Smolensk, Đế quốc Nga (nay thuộc Yukhnovsky, vùng Kaluga, Liên bang Nga) trong một gia đình nông dân khá giả người Nga.
Thời niên thiếu, ông được cho theo học và tốt nghiệp cấp 3 trường công lập. Đến tuổi trưởng thành, ông từng có 3 năm làm việc tại một kho xe điện ở Smolensk trước khi gia nhập Hồng quân vào năm 1920, tham gia Nội chiến Nga với tư cách là một binh sĩ ở Karelia, thăng dần lến các chức vụ chỉ huy cấp tiểu đội, trung đội, phân đội.
Ông theo học và tốt nghiệp khóa chỉ huy kỵ binh ở Minsk năm 1922. Năm 1925, ông tốt nghiệp các khóa đào tạo quân sự nâng cao cho các sĩ quan chỉ huy. Từ năm 1926, ông là thành viên của CPSU (b). Ông cũng thăng dần lên các chức vụ trợ lý tham mưu trưởng, tham mưu trưởng trung đoàn.
Năm 1936, ông tốt nghiệp Học viện Cơ giới và Mô tô hóa của Hồng quân. Từ tháng 7 năm 1937, ông là chỉ huy của Trung đoàn cơ giới số 4, một phần của Sư đoàn Cossack sông Don 4, thuộc Quân khu đặc biệt Belorussia. Năm 1939, trong quá trình tái cơ cấu các đơn vị cơ giới, ông đã được bổ nhiệm làm chỉ huy của Lữ đoàn Thiết giáp 21..
Năm 1939, ông tham gia Chiến dịch Khalkhyn Gol (Mông Cổ) với tư cách là phó chỉ huy của Cụm tập đoàn quân số 1 (do tướng Georgy Zhukov chỉ huy) với cập bậc Đại tá. Ông đã để lại ấn tượng rất tốt về khả năng chỉ huy các đơn vị thiết giáp tiến hành chiến đấu, góp phần trong trọng trong chiến thắng quyết định của Hồng quân Liên Xô trước Hoàng quân Nhật Bản.
Ngày 4 tháng 6 năm 1940, Potapov được phong quân hàm Thiếu tướng xe tăng. Cũng trong tháng này, ông được bổ nhiệm vào vị trí chỉ huy của Quân đoàn cơ giới 4 thuộc Quân khu đặc biệt Kiev, do chính Zhukov chỉ huy. Từ ngày 17 tháng 1 năm 1941, ông là Tư lệnh Tập đoàn quân 5.
Khi Chiến tranh Vệ quốc vĩ đại nổ ra, Tập đoàn quân 5 của tướng Potapov đã chiến đấu trong đội hình của Phương diện quân Tây Nam, đã tham gia các trận chiến biên giới, đánh các trận phòng thủ ở phía nam thành phố Brest, sau đó là các khu vực Dubno, Lutsk, Brody. Bị tổn thất đáng kể, đặc biệt là xe tăng, tập đoàn quân đã rút về khu phòng thủ kiên cố Korostensky, nơi nó tiếp tục các trận chiến phòng thủ và liên tục đe dọa quân Đức đang xông vào Kiev, từ phía bắc. Ngày 20 tháng 8 theo lệnh của Tư lệnh Phương diện quân Tây Nam Mikhail Kirponos, Tập đoàn quân 5 dưới sự chỉ huy của Potapov đã rời sông Dnepr, tổ chức bảo vệ bờ trái của nó trên tuyến Loev-Okuninovo trong khi vẫn phải phòng thủ Chernihiv ở phía bắc, nơi chịu nhiều áp lực Tập đoàn quân 2 của Đức từ khu vực Gomel đánh quặp lại phía tây của Tập đoàn quân 21.
Trấn thủ trên một đầu mối giao thông quan trọng, trong những tháng đầu của cuộc chiến, lực lượng của tập đoàn quân 5 dưới sự chỉ huy của Potapov đã liên tục tạo ra một mối đe dọa thực sự kế hoạch của Cụm tập đoàn quân Trung tâm và Cụm tập đoàn quân Nam Đức. Potapov đã chứng tỏ là một chỉ huy khéo léo, có khả năng nhanh chóng tập hợp đơn vị cho một cuộc tấn công bất ngờ, xây dựng một hệ thống phòng thủ kiên quyết và khéo léo đưa ra một cuộc phản công.
Do thiếu sự phối hợp giữa các chỉ huy tập đoàn quân 5 của Potapov và 37 của tướng Andrey Vlasov, quân Đức đã chiếm được một đầu cầu ở bờ trái sông Dnepr gần làng Okuninovo. Điều này làm giảm đáng kể khả năng tập trung lực lượng của Tập đoàn quân 5, thay vì tăng cường phòng thủ ở phía bắc, đã buộc phải phản công đầu cầu Okuninovo. Potapov tập trung tới 30% lực lượng trong khu vực này, dẫn đến sự suy yếu về phòng thủ trong các khu vực khác. Ngày 28 tháng 8, tại khu vực phía bắc tuyến phòng thủ của Tập đoàn quân 5, Tập đoàn quân 2 của Đức đã phát động một cuộc tấn công vào Chernihiv. Vốn đã bị thiệt hại đẫm máu trong các trận chiến trước, các đơn vị của tập đoàn quân 5 đã không thể giữ được thành phố và buộc phải rút lui khỏi Desna.
Vào ngày 17 tháng 9, được sự cho phép của Stalin, Tư lệnh phương diện quân Tây Nam Kirponos đã ra lệnh cho quân đội rút khỏi vòng vây. Bộ chỉ huy hỗn hợp của Phương diện quân Tây Nam và Tập đoàn quân 5 đã di chuyển về phía đông qua Pyriatyn vào ngày 20 tháng 9 đã tiếp cận làng Dryukivshchyna, cách Lokhvytsia 15 km về phía Tây Nam. Tại đây, nó bị tấn công bởi các lực lượng chính của Sư đoàn Thiết giáp số 3 của Đức. Một bộ phận binh lính và sĩ quan thoát được, có số lượng không quá 2.000 người, trong đó có khoảng 800 người là chỉ huy, bao gồm cả Tư lệnh phương diện quân, Thượng tướng Kirponos, rút về đường Shumeikove gần làng Iskivtsi và lại bị bao vây. Trận chiến kéo dài 5 giờ, các sĩ quan cao cấp cũng trực tiếp cầm súng chiến đấu, tuy nhiên kháng cự phá vây đã không thành công. Cả Tư lệnh Kirponos và tham mưu trưởng Tupikov đều bị tử thương. Riêng Potapov bị thương nặng bất tỉnh và bị cho là đã chết.
Tuy nhiên, quân Đức sau đó đã tìm thấy được Potapov. Ông bị đưa đi giam cầm qua các trại tập trung Hammelburg, Hoelstein, Weissenburg, Moozbur (Đức) cho đến tháng 4 năm 1945. Trong suốt khoảng thời gian bị giam cầm, ông được tôn trọng bởi lòng can đảm và danh dự quân nhân.
Tướng Potapov được giải thoát khi quân Mỹ chiếm được Mosburg, vào ngày 29 tháng 4 năm 1945, ông được đưa đến Paris trong một nhiệm vụ quân sự để hồi hương các công dân Liên Xô. Ngày 26 tháng 5 năm 1945, Potapov cùng 28 tướng lĩnh Hồng quân đã được đưa bằng máy bay từ Paris về Moskva bởi các sĩ quan SMERSH. Từ tháng 5 đến tháng 12 năm 1945, Potapov phải trải qua một cuộc kiểm tra đặc biệt tại NKVD. Trong bản báo cáo cuối cùng gửi cho Stalin ngày 21 tháng 12 năm 1945, NKVD đã báo cáo kết quả thẩm tra rằng 11 tướng lĩnh bị tuyên bố phản bội sẽ bị xét xử, và 25 tướng lĩnh đã được giao về lại cho Dân ủy Quốc phòng. Theo kết quả của đợt kiểm tra này, cuối năm 1945, Potapov được phục hồi chức vụ trong quân đội Liên Xô.
Năm 1947, ông tốt nghiệp các khóa học cao cấp tại Học viện quân sự Bộ tổng tham mưu.. Tháng 5 năm 1947, ông được điều động làm Phó Tư lệnh Tập đoàn quân xe tăng Cận vệ 6 tại Quân khu Zabaikal. Từ tháng 7 năm 1953, ông là chỉ huy trưởng các đơn vị thiết giáp và cơ giới của Tập đoàn quân 25, và từ tháng 1 năm 1954, Phó Tư lệnh Tập đoàn quân 25 phụ trách lực lượng xe tăng.
Ngày 2 tháng 8 năm 1954, Potapov được phong quân hàm Trung tướng. Từ tháng 8 cùng năm, ông là Tư lệnh Quân đoàn 5. Cũng trong năm 1954, ông đã tham gia tích cực vào các cuộc tập trận về việc sử dụng vũ khí nguyên tử được tổ chức tại khu thử nghiệm Totsk, bị một dạng bệnh phóng xạ cấp tính nhẹ  (mà sau này không ai biết được do tính bí mật cao của các bài tập).
Từ tháng 8 năm 1954 đến tháng 4 năm 1958, ông là chỉ huy Tập đoàn quân 1 ở Viễn Đông. Giai đoạn 1958-1965, ông là phó Tư lệnh thứ nhất Quân khu Odessa. Ngày 9 tháng 5 năm 1961, ông được thăng quân hàm Thượng tướng.
Ông qua đời ngày 26 tháng 1 năm 1965. Theo Nguyên soái Kliment Voroshilov, nguyên nhân cái chết của ông có thể là một quyết định sai lầm khi tiến hành xạ trị cho một khối u da.

## Giải thưởng
- 2 Huân chương Lenin (05.11.1946, 09.08.1957)
- 3 Huân chương Cờ đỏ (thứ 1 ?, 05/06/1946, 11/05/1950)
- Huân chương Sao đỏ

## Tưởng niệm
Tên tướng M.I. Potapov được đặt cho một số đường phố ở Kiev, Zhitomir, Lutsk, Yukhnov, cũng như một trong những công viên ở Kiev.